# Старые Липы
Старые Липы — деревня в Локнянском районе Псковской области России. 
Входит в состав Михайловской волости.
Деревня расположена в 7 км к западу от районного центра Локни и в 2 км к востоку от волостного центра Михайлов Погост.

## Население
| 2001 | 2002 | 2010 |
| ---- | ---- | ---- |
| 72   | ↘60  | ↗114 |

Численность населения деревни по оценке на начало 2001 года составляла 72 жителя.